# Терек-Сай
Терек-Сай (кирг. Терек-Сай) — село в Чаткальском районе Джалал-Абадской области Киргизии. Расположено на южном склоне Чаткальского хребта.

## История
Возник при разработке месторождения золота. В 1952—2012 годах Терек-Сай имел статус посёлка городского типа.Терексай разделен на несколько отдельных участков: Актерек, Бузук, ГРП, Рудник, Первомай и появившаяся в 90-е годы часть под названием Ынтымак айылы.
После окончания Отечественной войны началась широкомасштабная доразведка Терексайского месторождения. Вскоре из всех мелких старательских артелей был создан один Терексайский рудник. К 1950 году была построена новая грунтовая автомобильная дорога Терексай-Алабука. В 1955 году была построена обогатительная фабрика. Весной 1946 года трестом Средазцветметразведка была образована Терексайская геологоразведочная партия (ГРП), которая приступила к систематической разведке месторождения Терек и поискам в его окрестностях. Была проведена большая работа по изучению сурьмяного месторождения, а также всего Терек-Касанского рудного района, открыли ряд новых объектов, в том числе месторождения золота «Чапчыма» и «Чаарташ». Образованием Чаткальской геологической экспедиции в течение 1980-1984 гг. успешно завершена детальная разведка участка Дальний и Перевальный в долине р.Терек. 
Экспедиция была передана в Южно-Киргизскую экспедицию как партия. Эту партию не смогли финансировать и она была на грани остановки, простаивали оборудования, уходили кадры, в то же время Кадамжайский комбинат не мог содержать Терексайский рудник, который занимался добычей сурьмы. Постановлением Правительства Кыргызской Республики объединили Терексайский рудник и Жалалабадский ГРП в филиал Терексайский рудник АО «Кыргызалтын». 

## Население
| 1959 | 1970 | 1979 | 1989 |  | 2011 |  |  |
| ---- | ---- | ---- | ---- |  | ---- |  |  |
| 1126 | 2032 | 1896 | 2690 |  | 2500 |  |  |